# Schefflera serrata
Schefflera serrata är en araliaväxtart som först beskrevs av Friedrich Anton Wilhelm Miquel, och fick sitt nu gällande namn av René Viguier. Schefflera serrata ingår i släktet Schefflera och familjen araliaväxter.
Artens utbredningsområde är Sulawesi. Inga underarter finns listade.